# Arvato
arvato — международный провайдер широкого спектра аутсорсинговых услуг; дочерняя компания крупнейшего в Европе медиаконцерна Bertelsmann. Штаб-квартира — в Гютерсло (Германия). В группу компаний arvato входит 270 предприятий более чем в 35 странах мира, на которых работает более 65 тысяч сотрудников.
arvato является аббревиатурой. Ar происходит от латинского слова «ara» — искусство; va — вариация, t — техника, о — организация.

## Arvato в России
В России в 1997 г. компания arvato начала предоставлять услуги книжному клубу Терра по хранению книг, формированию клиентской базы, обработке и комплектации заказов, их доставке до конечного клиента. В настоящий момент группа arvato Россия численностью 1500 сотрудников представлена тремя предприятиями, расположенными в городе Ярославле — ООО «Дистрибуционный центр Бертельсманн», ООО «Сонопресс», ОАО «Ярославский полиграфический комбинат».

## Специфика деятельности
arvato предоставляет услуги по таким стратегическим направлениям, как управление цепями поставок, фулфилмент, CRM, финансовые услуги, ИТ, репликация медиа-носителей, полиграфия.